# Fotografie Forum Frankfurt

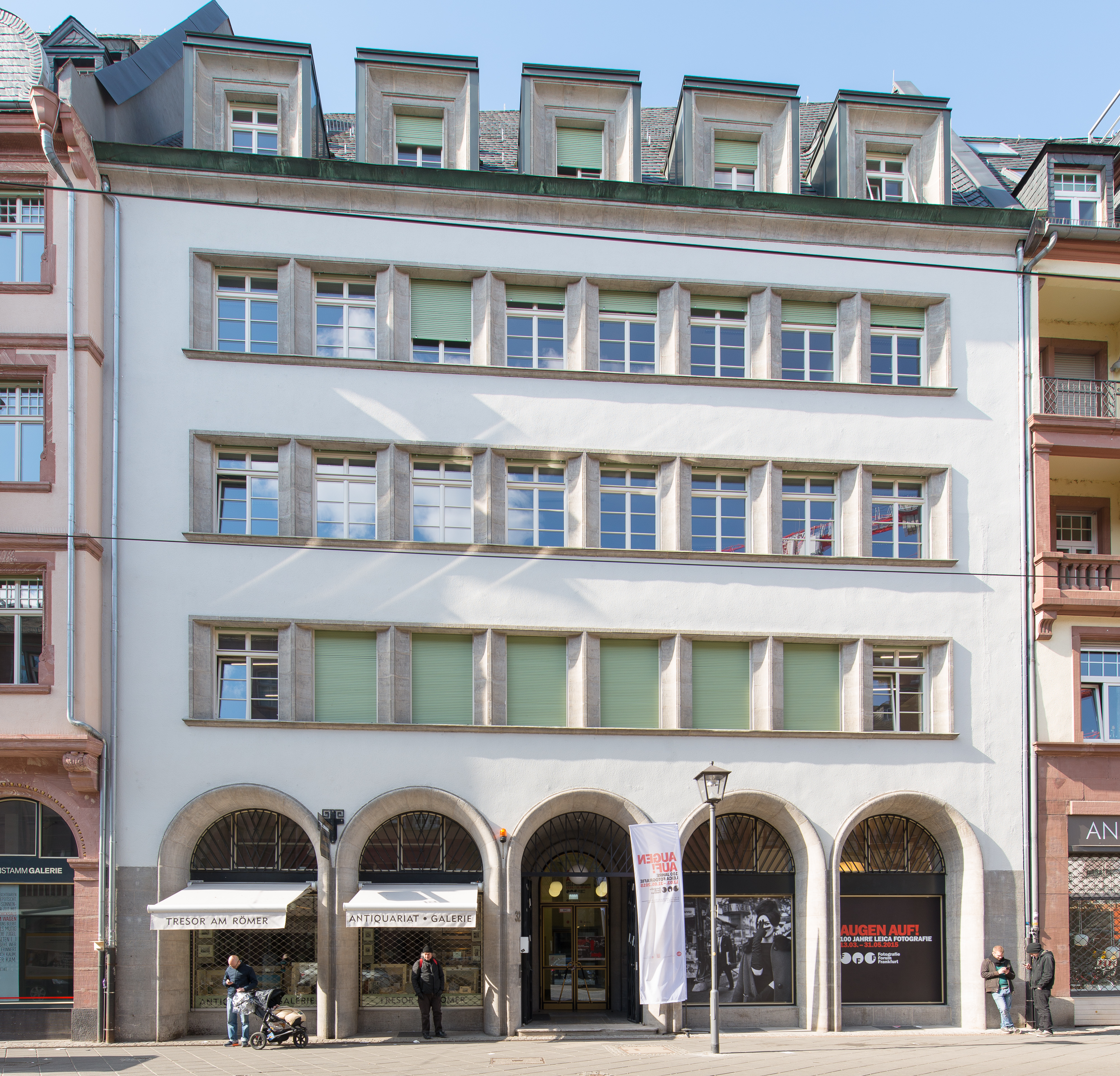
Sitz und Ausstellungsräume des Fotografie Forums Frankfurt (2015)

Das Fotografie Forum Frankfurt (FFF) ist ein Zentrum für Fotografie. Es fördert seit 1984 durch Ausstellungen, Workshops, Symposien und Vorträge das Medium Fotografie als universelle visuelle Ausdrucksweise. Träger des Forums ist der Förderkreis Fotografie Forum Frankfurt e. V. Seit 2014 hat das Forum seinen Sitz in der Braubachstraße in Frankfurt am Main, nachdem es die Anfangsjahre im Leinwandhaus ansässig war, bevor dort das Caricatura Museum für komische Kunst einzog.
Das Forum hat in den 40 Jahren von 1984 bis 2024 über 290 Ausstellungen veranstaltet,  seit 1992 unter der Leitung von Celina Lunsford. Die erste Ausstellung war zugleich die erste Retrospektive von Fotos der Frankfurter Fotografin Babara Klemm. Die FFF-Akademie bietet ein umfangreiches Programm zur Information und Weiterbildung durch Fotografen und Fotokünstler. In der FFF-Reihe Photography Players. International specialists featuring upcoming talents werden junge vielversprechende Fotografen und Fotokünstler vorgestellt. FFF Junior ist ein Kulturvermittlungsprogramm von verschiedenen Formaten zwischen kostenlosen Führungen von Schulklassen bis zu Lehrern, Tages-Workshops oder mehrtägigen Ferienkursen.